# Grande Prêmio da Alemanha de 1998
Resultados do Grande Prêmio da Alemanha de Fórmula 1 realizado em Hockenheim em 2 de agosto de 1998. Décima primeira etapa da temporada, teve como vencedor o finlandês Mika Häkkinen, que subiu ao pódio junto a David Coulthard numa dobradinha da McLaren-Mercedes, com Jacques Villeneuve em terceiro pela Williams-Mecachrome.

## Classificação da prova

### Treino oficial
| Pos.                      | Nº | Piloto                | Construtor          | Tempo     | Diferença  |
| ------------------------- | -- | --------------------- | ------------------- | --------- | ---------- |
| 1                         | 8  | Mika Häkkinen         | McLaren-Mercedes    | 1:41.838  | —          |
| 2                         | 7  | David Coulthard       | McLaren-Mercedes    | 1:42.347  | + 0.509    |
| 3                         | 1  | Jacques Villeneuve    | Williams-Mecachrome | 1:42.365  | + 0.527    |
| 4                         | 10 | Ralf Schumacher       | Jordan-Mugen/Honda  | 1:42.994  | + 1.156    |
| 5                         | 9  | Damon Hill            | Jordan-Mugen/Honda  | 1:43.183  | + 1.345    |
| 6                         | 4  | Eddie Irvine          | Ferrari             | 1:43.270  | + 1.432    |
| 7                         | 6  | Alexander Wurz        | Benetton-Playlife   | 1:43.341  | + 1.503    |
| 8                         | 5  | Giancarlo Fisichella  | Benetton-Playlife   | 1:43.369  | + 1.531    |
| 9                         | 3  | Michael Schumacher    | Ferrari             | 1:43.459  | + 1.621    |
| 10                        | 2  | Heinz-Harald Frentzen | Williams-Mecachrome | 1:43.467  | + 1.629    |
| 11                        | 14 | Jean Alesi            | Sauber-Petronas     | 1:43.663  | + 1.825    |
| 12                        | 15 | Johnny Herbert        | Sauber-Petronas     | 1:44.599  | + 2.761    |
| 13                        | 18 | Rubens Barrichello    | Stewart-Ford        | 1.44.776  | + 2.938    |
| 14                        | 12 | Jarno Trulli          | Prost-Peugeot       | 1:44.844  | + 3.006    |
| 15                        | 21 | Toranosuke Takagi     | Tyrrell-Ford        | 1:44.961  | + 3.123    |
| 16                        | 11 | Olivier Panis         | Prost-Peugeot       | 1:45.197  | + 3.359    |
| 17                        | 17 | Mika Salo             | Arrows              | 1:45.276  | + 3.438    |
| 18                        | 16 | Pedro Paulo Diniz     | Arrows              | 1:45.588  | + 3.750    |
| 19                        | 19 | Jos Verstappen        | Stewart-Ford        | 1:45.623  | + 3.785    |
| 20                        | 22 | Shinji Nakano         | Minardi-Ford        | 1:46.713  | + 4.875    |
| 21                        | 23 | Esteban Tuero         | Minardi-Ford        | 1:47:265  | + 5.427    |
| Limite dos 107%: 1:48.967 |    |                       |                     |           |            |
| DNQ                       | 20 | Ricardo Rosset        | Tyrrell-Ford        | Sem tempo | [ nota 2 ] |
| Fonte:                    |    |                       |                     |           |            |

### Corrida
| Pos.   | Nº | Piloto                | Construtor          | Voltas | Tempo/Diferença | Grid | Pontos |
| ------ | -- | --------------------- | ------------------- | ------ | --------------- | ---- | ------ |
| 1      | 8  | Mika Häkkinen         | McLaren-Mercedes    | 45     | 1:20:47.984     | 1    | 10     |
| 2      | 7  | David Coulthard       | McLaren-Mercedes    | 45     | + 0.426         | 2    | 6      |
| 3      | 1  | Jacques Villeneuve    | Williams-Mecachrome | 45     | + 2.577         | 3    | 4      |
| 4      | 9  | Damon Hill            | Jordan-Mugen/Honda  | 45     | + 7.185         | 5    | 3      |
| 5      | 3  | Michael Schumacher    | Ferrari             | 45     | + 12.613        | 9    | 2      |
| 6      | 10 | Ralf Schumacher       | Jordan-Mugen/Honda  | 45     | + 29.738        | 4    | 1      |
| 7      | 5  | Giancarlo Fisichella  | Benetton-Playlife   | 45     | + 31.026        | 8    |        |
| 8      | 4  | Eddie Irvine          | Ferrari             | 45     | + 31.649        | 6    |        |
| 9      | 2  | Heinz-Harald Frentzen | Williams-Mecachrome | 45     | + 32.784        | 10   |        |
| 10     | 14 | Jean Alesi            | Sauber-Petronas     | 45     | + 48.371        | 11   |        |
| 11     | 6  | Alexander Wurz        | Benetton-Playlife   | 45     | + 57.994        | 7    |        |
| 12     | 12 | Jarno Trulli          | Prost-Peugeot       | 44     | + 1 volta       | 14   |        |
| 13     | 21 | Toranosuke Takagi     | Tyrrell-Ford        | 44     | + 1 volta       | 15   |        |
| 14     | 17 | Mika Salo             | Arrows              | 44     | + 1 volta       | 17   |        |
| 15     | 11 | Olivier Panis         | Prost-Peugeot       | 44     | + 1 volta       | 16   |        |
| 16     | 23 | Esteban Tuero         | Minardi-Ford        | 43     | + 2 voltas      | 21   |        |
| Ret    | 15 | Johnny Herbert        | Sauber-Petronas     | 37     | Câmbio          | 12   |        |
| Ret    | 22 | Shinji Nakano         | Minardi-Ford        | 36     | Câmbio          | 20   |        |
| Ret    | 18 | Rubens Barrichello    | Stewart-Ford        | 27     | Câmbio          | 13   |        |
| Ret    | 19 | Jos Verstappen        | Stewart-Ford        | 24     | Câmbio          | 19   |        |
| Ret    | 16 | Pedro Paulo Diniz     | Arrows              | 2      | Acelerador      | 18   |        |
| Fonte: |    |                       |                     |        |                 |      |        |

## Tabela do campeonato após a corrida
| Pos. | Piloto             | Pontos |
| ---- | ------------------ | ------ |
| 1    | Mika Häkkinen      | 76     |
| 2    | Michael Schumacher | 60     |
| 3    | David Coulthard    | 42     |
| 4    | Eddie Irvine       | 32     |
| 5    | Alexander Wurz     | 17     |

| Pos. | Construtor          | Pontos |
| ---- | ------------------- | ------ |
| 1    | McLaren-Mercedes    | 118    |
| 2    | Ferrari             | 92     |
| 3    | Benetton-Playlife   | 32     |
| 4    | Williams-Mecachrome | 24     |
| 5    | Jordan-Mugen/Honda  | 7      |

- Nota: Somente as primeiras cinco posições estão listadas.